# Lysandra agestis
Lysandra agestis är en fjärilsart som beskrevs av Franz Paula von Schrank 1801. Lysandra agestis ingår i släktet Lysandra och familjen juvelvingar. Inga underarter finns listade i Catalogue of Life.